# Мартин Шнајдер Јакоби
Мартин Шнајдер-Јакоби (Куксхавен, 14. јул 1956 - Радолфцел, 15. август 2012) је био немачки биолог и орнитолог који је највећи део живота посветио заштити природе, а посебно птица и њихових станишта.

## Биографија
Мартин Шнајдер-Јакоби рођен је 1956. године у граду Куксхавен у Немачкој. Још као средњошколац био је укључен у рад невладиних организација у Немачкој, које се баве заштитом птица. Студирао је биологију на Универзитету у Констанцу, а докторат је радио на орнитолошкој станици Radolfzell, у близини немачког града Радолфцел ам Бодензе. Од 1989. до смрти радио је као руководилац пројекaта за еколошку фондацију Еуронатур. Умро је 5. августа 2012. године, у 56. години живота.

## Професионални рад
Од 1971. године као волонтер је радио у резервату природе Wollmatinger Ried, као први цивилни службеник у том резервату. Допринео је успостављању плутајуће станице за заштиту природе Netta bei.
Својим радом Шнајдер-Јакоби је дао велики допринос очувању природе на Балкану и за заштиту птица селица и њихових станишта. Радио је у организацији Еуронатур (EuroNatur), која се бори за заштиту природе
Европе, од њеног оснивања 1987. године. Његов регионални фокус био је, поред поплавних подручја слива реке Саве, на речном систему Драва-Мура и најважнијим мочварним подручјима на источној обали Јадрана, посебно на делти Неретве, Скадарском језеру и делти Бојане, где је стекао своје широко знање у области орнитологије, екологије, лимнологије, као и искуство у развоју и управљању природним резерватима.
Шнајдер-Јакоби је својом стручношћу допринео припреми и оснивању паркова природе и националних паркова у многим земљама. За њега је важан аспект у управљању заштићеним подручјима великих размера био вредновање природних и културних екосистемских услуга (Ecosystem services), на пример кроз екотуризам, одрживи развој или заштиту од поплава компатибилну са природом.

### Очување слива реке Саве
Мартин Шнајдер-Јакоби докторирао је на истраживачком пројекту који проучава значај птица као показатеља очувања мочварних подручја око реке Саве у Хрватској (1986–1988). Током година проведених на Сави уронио је у природу, културу и менталитет људи овог краја југоисточно од Загреба. Истраживања је наставио и током ратова у некадашњој Југославији, током 90-их година 20. века. У истом периоду успео је и да постави темеље једног од првих пројеката ЕуроНатура: очување јединственог природног и пољопривредног пејзажа дуж реке Саве. Данас је његово име нераскидиво везано за Парк природе Лоњско поље, у самом срцу слива Саве.

### Резерват биосфере Мура-Драва-Дунав
Велики део свог професионалног живота Мартин Шнајдер-Јакоби посветио је раду на прекограничној сарадњи. Године 2004. дао је драгоцени допринос балканској стратегији Међународне уније за заштиту природе (IUCN) и од самог почетка је био снажни заговорник „европског зеленог појаса”, једнe од најважнијих европских иницијатива за очување природе. Одмах после пада Берлинског зида почео са кампањом за успостављање Националног парка Дунав-Драва на граници Мађарске и Хрватске. Данас овај резерват природе штити веома важан део Европског зеленог појаса (European Green Belt). Средином 90-их Мартин Шнајдер-Јакоби сарађивао је са конзерваторима из Мађарске, Хрватске, Словеније, Аустрије и Србије како би развио визију прекограничног резервата биосфере који би заштитио важне речне пејзаже река Дунава, Драве и Муре. Резерват биосфере Мура-Драва-Дунав био би прво заштићено подручје у свету које се простире преко граница пет земаља, које би заједнички њиме управљале, што би био пример регионалне сарадње и међународног разумевања.
Речна станишта уз Муру, Драву и Дунав чине око 700 километара дуг зелени коридор у срцу Европе, који обухвата око милион хектара веома вредних природних станишта, са великим бројем ретких врста биљака и животиња. Године 2019. вредни речни предео Муре, који се протеже на 13.000 хектара у Аустрији, службено је проглашен резерватом биосфере од стране УНЕСКА, што представља веома значајан корак ка стварању прекограничног Резервату биосфере Мура-Драва-Дунав. Светска фондација за природу (World Wide Fund for Nature - WWF), министарства за животну средину и други партнери за заштиту природе из свих пет земаља протеклих 20 година раде на дугорочној заштити овог подручја. Доње деонице све три реке и њихова поплавна подручја, која се протежу кроз пет споменутих земаља, чине један од најбогатијих и најразноврснијих подручја у Европи. УНЕСКО-во признање отвара пут за стварање највеће иницијативе за заштиту река у Европи. Свој речни предео Хрватска и Мађарска заштитиле су 2012. године, Србија 2017. (Специјални резерват природе Горње Подунавље) и Словенија 2018.

### Oчувањe Улцињске солане и делтe Бојане
Очувању делте реке Бојане и Улцињске солане као резервата птица Мартин Шнајдер-Јакоби посветио је последњих 20 година свог живота. Активности на међународној заштити птица, а посебно на очувању водених птица и њихових станишта биле су у фокусу његовог рада. Посебно је био посвећени очувању природе на Балкану. Велики допринос дао је очувању делте реке Бојане и Улцињске солане, која је веома значајно подручје, велике еколошке вредности, посебно за птице које се мигрирају и зиму проводе у овом региону.

## Почасти
Као успомена на др Мартина Шнајдера Јакобија, који је један од првих утемељивача идеје о прекограничном резервату биосфере уздуж Муре, Драве и Дунава, у Бачком Моноштору сваког 14. јула обележава се Дан европског Амазона. Организатори су Светска фондација за природу, Удружење грађана Подунав и Покрајински завод за заштиту природе. Догађај се организује у оквиру фестивала Регенерација Дунава.
У част његових заслуга на пољу заштите природе на Балкану његови пријатељи и сарадници су, након његове смрти, основали у Улцињу удружење Мартин Шнајдер-Јакоби Асосијејшн (енгл. Martin Schneider-Jacoby Association - MSJA). Удружење има за циљ да настави рад у оквиру заоставштине Др. Јакобија на очувању улцињске Солане и природног насљеђа у Улцињу. Један од циљева такође је и подизање свести о очувању и заштити Улцињске солане као кључног дела биодиверзитета у Црној Гори и шире. Поред тога, циљ је подстакнути заједницу да предузме неопходне кораке за постизање формалне заштите Улцињске солане као мочварног станишта од међународног значаја - Рамсарског подручја.